# 莱奥波尔德施拉格
莱奥波尔德施拉格是奥地利上奥地利州弗赖施塔特县的一个市镇。总面积25.67平方公里，总人口1054人，人口密度41.1人/平方公里（2005年）。